# IJzermolen van Rijsbergen
De IJzermolen van Rijsbergen was een watermolen op de Turfvaart, nabij de huidige Vloeiweide te Rijsbergen.

## Geschiedenis
De molen werd gebouwd in 1763 voor Johan Frederik Hoffman, die koopman was te Rotterdam. Zij fungeerde als ijzermolen en dreef de hamers een ijzerpletterij aan. De familie Hoffman bleef vele jaren eigenaar, hoewel de molen in 1821 tijdelijk werd stilgezet. In 1844 werd de ijzerpletterij om bedrijfseconomische redenen gestaakt. In 1852 werd de molen verkocht aan Hermanus van der Steenstraten. Dit was een oliemolenaar en ook de IJzermolen van Rijsbergen werd in 1855 omgebouwd tot oliemolen. In 1856 werd het bedrijf echter al gestaakt. De molen werd in hetzelfde jaar nog verkocht en gesloopt.

## Externe bron
- Database verdwenen molens